# Паліндром

Магічний квадрат з фразою Посівач Арепо ледь тримає колеса (Sator Arepo tenet opera rotas), читається в усіх напрямках.

Паліндром, перевертень, рак літеральний, паліндромон (від грец. πάλιν — «назад, знов» та грец. δρóμος — «біг») — слово, число, набір символів, словосполучення або віршований рядок, що однаково читається в обох напрямках (зліва направо та справа наліво).
Приклад паліндрома українською:
|  | кит на морі романтик ↔ китнамор іром ан тик |

Першим автором паліндромних віршів на Заході вважається Сотад з Маронеї (4-3 ст. до н.е.). Паліндромні написи зустрічаються на античних амулетах і культових спорудах. Найвідомішими є магічний квадрат SATOR AREPO та напис ΝΙΨΟΝ ΑΝΟΜΗΜΑΤΑ ΜΗ ΜΟΝΑΝ ΟΨΙΝ («Омий гріхи, а не тільки обличчя») на асперсоріумі Софійського собору в Константинополі. В епоху бароко зростання інтересу до паліндрому пов'язане з широким розповсюдженням жанру курйозної поезії. 
В індійській традиції паліндром був однією з форм чітракавья («дивна / зорова поезія»). До найвишуканіших його взірців належать сарватобхадра («добрий з усіх сторін») магічний квадрат Маґхи на 64 склади з поеми «Шішупала вадга» (7-8 ст. н.е.) та бітекстуальна поема Сурьядаса «Рамакрішна вілома кав'ям» (14 ст.), паліндромні вірші якої прочитані в один бік розповідають історію Рами, в інший - Крішни.

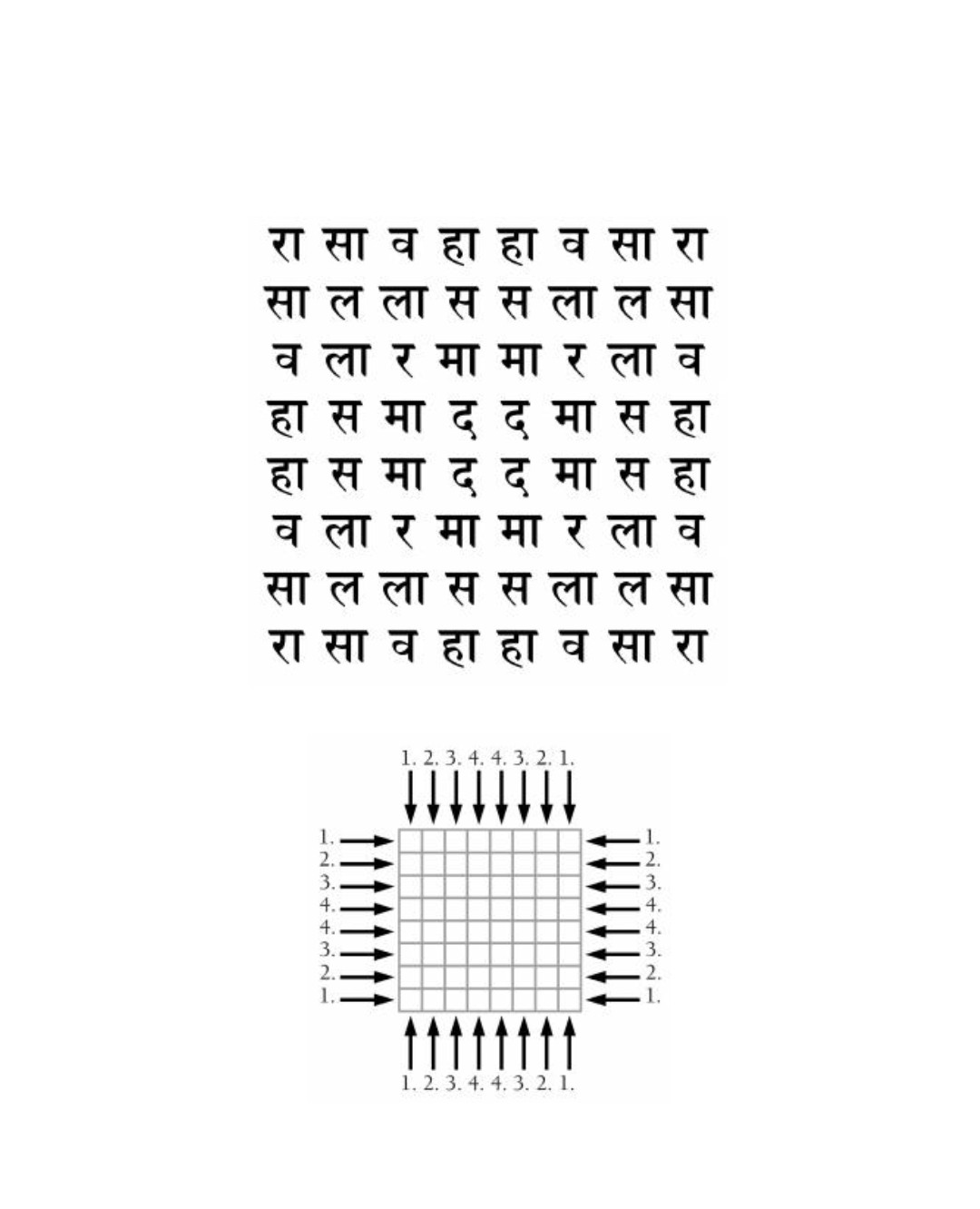
Сарватобхадра Шріли Рупи Ґосвамі

Вагомий внесок у вивчення і популяризацію паліндромів здійснив фундатор логології і рекреаційної лінгвістики Дмітрі Боргман, батьки якого походять з України. Квадрат SATOR AREPO і паліндромна інверсія загалом є наскрізними ідеями фільму режисера Крістофера Нолана «Тенет» (2020), перша сцена якого розгортається у Київській опері.

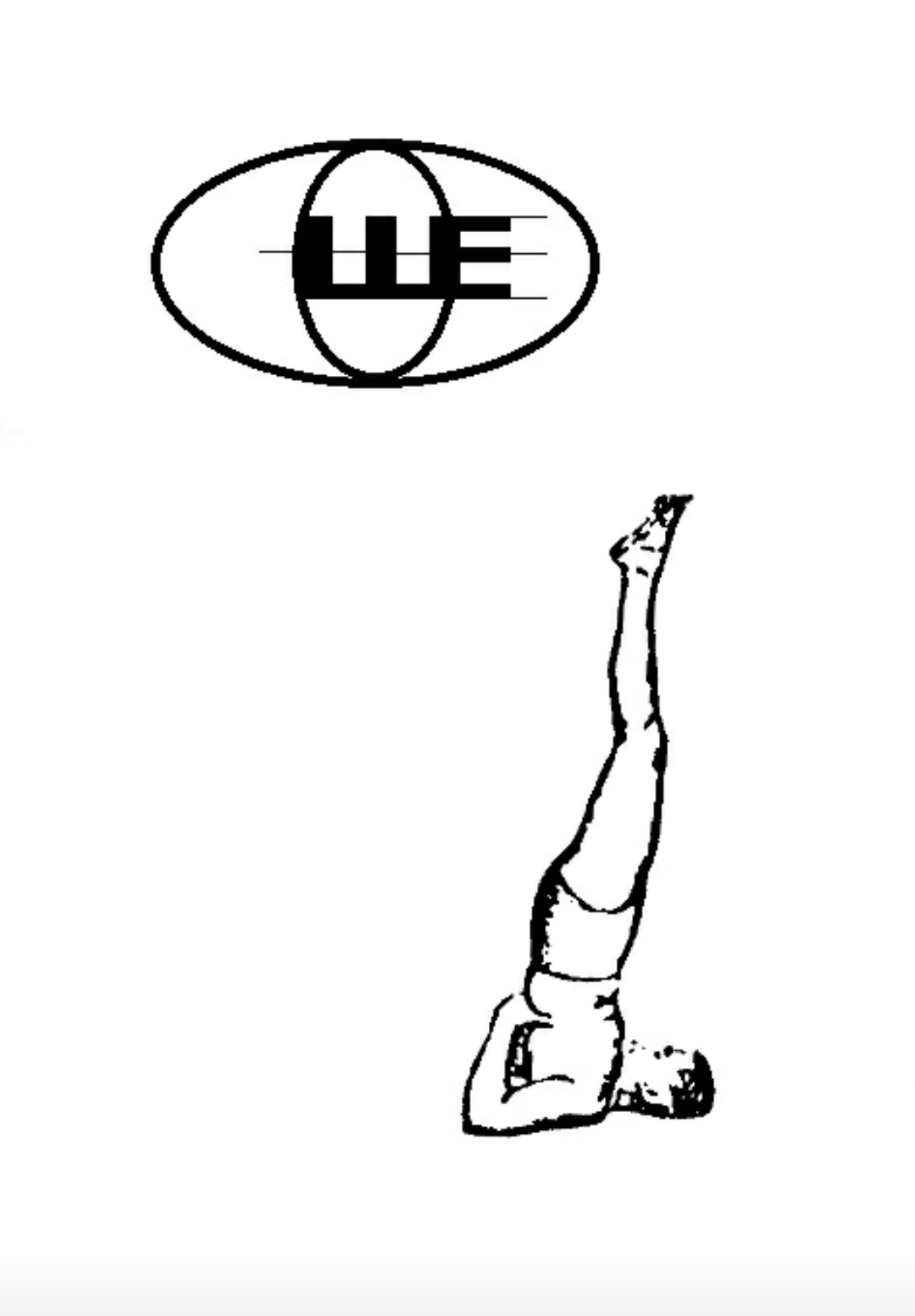
Око ІІ. Р.Пиріг

## Паліндром в біології
Паліндромом в біології називається послідовність нуклеїнових кислот (ДНК, РНК) що містить однакові нуклеотиди, якщо читати їх у напрямку 5'-3' на одному ланцюгу та в напрямку 5'-3' на другому, комплементарному першому ланцюгу.

## Паліндром у музиці
Техніка обернення часто застосовується в класичній музиці. Зокрема, «крабовий канон» (canon cancrizans) використано у «Музичному приношенні» Йоганна Себастьяна Баха. Завдяки «Minuetto al Roverso» симфонії №47 Йозефа Гайдна, друга частина якого зеркально повторює першу, цей твір отримав назву «Паліндром». У фортепіанному циклі «Ludus Tonalis» Пауля Гіндеміта постлюдія є точним викладенням прелюдії у зворотному русі. Паліндромні методи використовували у своїх творах Бела Барток, Антон Веберн, Ігор Стравинський та інші відомі композитори.

## Паліндром в українській літературі
Українські вірші-паліндроми (або вірш-рак) почав писати ще в XVII столітті Іван Величковський, який 1691 дав визначення віршу-раку: «Рак літеральний єсть вірш, которого літери, і вспак читаючися, той же текст виражають» («Млеко»). Професор Києво-Могилянської академії Митрофан Довгалевський наводить приклади паліндромів у своїй праці «Hortus Poeticus» (1736). В казці «Лис Микита» Івана Яковича Франка мавпа Фрузя розмовляє «чарівною» паліндромною мовою (пісня 12).
У сучасній поезії розрізняють вірш-паліндром і вірш-паліндромон. Вірш-паліндром складається з рядків-паліндромів. Вірш-паліндромон — це єдиний від початку до кінця паліндром.
Прості слова, які однаково читаються як зліва направо, так і справа наліво,— очевидні: око, дід, піп, наган, Пилип, радар, ротатор. Важче придумувати речення, які даватимуть однаковий зміст при прямому та зворотному читанні, як-от: «Я несу гусеня» чи «Де помити мопед?» Проте лише майстрам слова вдається з таких симетричних рядків вибудувати змістовний та образний вірш. I все ж такі в українській літературі знайшлися, про що засвідчили збірки: «Око» Миколи Мірошниченка, «Віче мечів» Анатолія Мойсієнка, «Паліндромони» Івана Лучука («Епос і нині сопе» з цієї збірки — це найдовший в українській мові паліндромон на 3333 знаків), «Не здуру ґуру дзен» Назара Гончара, «Періодична система слів» Івана Іова, роман-паліндром «Чар Драч» Олександра Шарварка, «Вітражі жартів» Любові Сердунич, «Тут і зараз» Михайла Зарічного, «Життя у вічності» Петра Штабалюка, комбінаторика Віктора Марача, паліндромний корпус Романа Пирога (збірки  «ШЕ», «Атома самота», «Soulfluous», «Мі7», «Amene Enema / З ума - гамуз», «Simetra», «Нулі лун», «Видиво»).
Жанр раку літерального, який в українській літературі започаткував Іван Величковський, 1977 року в дитячій збірці «Чарівний глобус» відродив Володимир Лучук (батько Івана Лучука). У діаспорі приблизно у той самий час написала паліндром «Тупак і капут» поетеса Ганна Черінь. Відомо також, що Микола Лукаш склав два паліндроми у 1940 році. Першим активним і, ймовірно, найвидатнішим українським поетом-паліндромістом став Микола Мірошниченко, включивши 13 паліндромів до збірки «Око», виданої у 1989 році. Важливий внесок в українську паліндромію здійснили члени літературної групи ЛуГоСад (І.Лучук, Н.Гончар, Р.Садловський). Нині в Україні понад 50 поетів мають у доробку раки літеральні. У 1991 засновано «Об'єднання голінних ентузіастів рака літерального (ГЕРАКЛІТ)», що свідчить про те, що із банальної спокуси здивувати загал і колег, рак літеральний доріс до серйозного явища сучасної поезії. В 1993 у львівській газеті «Ратуша» і часописі «Четвер» оприлюднено Декларацію Планетарної Управи Паліндромії (ПУП). У 2011 році вийшла друком книга «У сузір'ї рака. Антологія української паліндромії» (видавництво «Богдан», серія «Дивоовид», упорядники: М.Мірошниченко, І.Лучук), до якої увійшли твори 46 авторів. В 2015 році «Видавництво Старого Лева» видало книжку для дітей «Паліндроми» (ілюстрації Надії Каламєєць).

## Приклади паліндромів у літературі

### Окремі рядки
- І що сало? Ласощі… (Олександр Ірванець)
- Дід і дід (Роман Микитчук)
- Е, ти дурен, ерудите! (Михайло Зарічний)
- Уму - мінімуму! (Назар Гончар)
- І розморозь зором зорі (Любов Сердунич)
- О, гомін німого (Тарас Девдюк)
- Козак з казок «Бувалу булаву б…» (Іван Іов)
- Паліндром — і ні морд, ні лап (Іван Іов)
- Ущипне — та шатен: пищу! (Олег Будзей)
- А результатів? Вітать лузера! (Андрій Мудрий)
- Наперед здере пан (Петро Штабалюк)
- Воша шила саван на вас, а лиша шов. (Роман Пиріг)
- Аби ріці риба (Віктор Марач)
- І мчу кіло бараболі Кучмі.
- А баба на волі — цілована баба.
- Три психи пили Пилипихи спирт.
- «Мило, — Галина до Данила, — голим!»

У російській мові цікавим є паліндром про колишнього прем'єр-міністра України Миколу Азарова: «Вор Азаров».
Цілу низку паліндромів про Януковича (у деяких з них у компанії з Ківаловим і Путіним) запропонував Олег Будзей:
- Чи в окуня є Янукович?
- Янукович вивчив окуня.
- Чи в окуня, в акул, бо ламало, блукав Янукович?
- А чи в окуня вичуди виду, чи в Януковича?
- Чи в окуня? Ні, тупі дяді — Путін, Янукович.
- Чи в окуня рот Ківалова? За вола — Віктор Янукович!

Після створення Віталієм Кличком політичної партії «УДАР» (Український демократичний альянс за реформи) певної популярності набув лаконічний паліндром: УДАР — в Раду!

### Вірші
МОВИТЕ ЛЕТИВОМ
Діловите летиво, летиво ловите
ловите
летиво-ліД.
Мовите речовому закиньлетиву:
увительника
зумов
очеретивоМ.
Мовите летивом...
......................
утіливши
лиш виліт, -
умовите летивоМ.
(Микола Мірошниченко, 18.08.2008, Бусова гора в Києві)
* * *
о туркотіння у буянні
то
крутив'язикатастрофа
темрява - кав'яр метафор
тс
а таки з'яви туркотіння у буянні
то круто
(Назар Гончар)
ВЕЛЕС - СЕ ЛЕВ
Велес- се лев.
Я не Велес,
ссе левеня
цицю левиці.
Рамена Лупула,
не Маріци.
Велю: циця!
Не Велес ссе, левеня.
Велес - се лев.
(Іван Лучук, 17.01.1994)
* * *
Юно, коню, юно, коню!
Виміри щирі ми в
Вуха жаху, в
Вороняччя норов.
І догмам годі.
У потопі потопу,
У потопі потопу
Не дожене жоден.
Юно, коню,
Юно, коню!
(Анатолій Мойсієнко)
ЙОГ (ОЙ!)
віт хиба є учена
кліп основі-будові
дивую око
пустка - акт супокою
увидів - одубів
он сопілка не чує
аби хтів
(Роман Пиріг, 10.09.2012, Делі)

#### «Козак з казок»
Кожен рядок віршу є окремим паліндромом (вірш-паліндром):
Козак з казок.
Уже лисі ліси… Лежу.
Уже ребра татар бережу.
Умру. Суму сум — у сурму,
А мене нема…
(Олег Будзей. Із збірки «З архіву душі», 1999)

#### Ні, не Ленін!
Є і село — праці цар: поле сіє.
Є і рамена: вйо, Йване, Маріє!
Щоденно село голе, сонне. Дощ…
Що в хаті? Бузок у козубі та хвощ.
Ані сала, сіна,
Ані лат. Суть лукава культу Сталіна:
Ні, не ленінець це. Ні, не Ленін.
Так собі бос — кат.
Ідолові сили, ви — лисі Володі.
Молот, серп — престолом?
Серп — у прес!
Молот — толом!

(Олег Будзей, 2014 рік)

#### PALINDROMON-21
Весь вірш є одним суцільним паліндромом (вірш-паліндромон):
І трава, ніч…
О-охи та ахи…
Луджені зорі,
Аромат лексидій,
Юль фото…
Флюїди скель,
та моря,
і роз…
… І не жду лиха,
А — тихо очі на варті…
(Кость Павляк, 2005, Алушта)

#### Випив...
(вірш-паліндромон з п'яти літер та п'яти слів-паліндромів)
Випив...
Вижив!
Її
вижив.
Випив!
(Володимир Книр)